# Plan Young

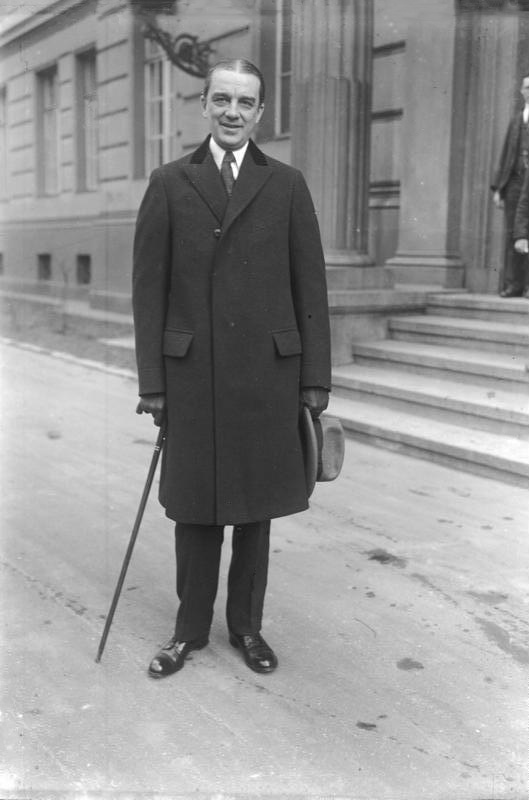
Retrato de Owen D. Young, en Berlín en 1924

El Plan Young fue un programa establecido entre 1929 y 1930 para resolver el problema de las reparaciones de guerra impuestas a Alemania al finalizar la Primera Guerra Mundial, mediante el Tratado de Versalles de 1919. El Plan Young sustituyó al Plan Dawes de 1924, que fijaba montos elevados de pago anual en calidad de reparaciones de guerra. En cuanto se hizo evidente que Alemania nunca podría cumplir tales compromisos por un plazo indefinido, los países vencedores de la Gran Guerra decidieron buscar otras alternativas. 

## Elaboración y ejecución del Plan
Un comité, establecido por el "Comité Aliado de Reparaciones", se reunió en la primera mitad de 1929 y emitió su primer informe el 7 de junio de ese año. El comité tenía como representantes de Estados Unidos a los banqueros Owen D. Young, J. P. Morgan Jr. y Thomas W. Lamont; el informe que éstos emitieron fue recibido con grandes objeciones de Gran Bretaña y tras arduas negociaciones, se terminó de elaborar el plan el 31 de agosto de 1929. Una conferencia de los países vencedores en La Haya adoptó el plan en enero de 1930. 
El Plan Young postulaba que el total de reparaciones de guerra sumaba 26.350 millones de dólares estadounidenses a ser pagados por Alemania en un plazo de 58 años y medio, descartando los alcances del Plan Dawes, que no contenía una aproximación del plazo por el cual subsistiría la deuda. Una finalidad del Plan Young era establecer cuánto dinero pagaría Alemania como reparaciones de guerra, y por cuánto tiempo. Para ello el Plan Young dividió el pago anual alemán en fracciones de 473 millones de dólares estadounidenses. Un tercio de esta suma se pagaría incondicionalmente y el resto del pago podría postergarse hasta el año 1988. Para este financiamiento se contaba con que el gobierno de Alemania utilizara su presupuesto nacional y un impuesto sobre los transportes. 
Entre otras medidas, el Plan Young fijaba que debía establecerse un "banco internacional de depósitos", con la finalidad de manejar las transferencias internacionales de dinero surgidas de estas reparaciones, lo cual se hizo en enero de 1930.
Durante las negociaciones y la adopción del Plan Young, ocurrió el Crack del 29 en Wall Street el 24 de octubre de 1929, que trajo graves consecuencias. Primeramente, este acontecimiento causó que los bancos de Estados Unidos retirasen sus fondos de Europa y luego que anularan los créditos que hacían viable el Plan Young (este plan, al igual que el Plan Dawes, se basaba en préstamos bancarios estadounidenses a Alemania). La caída en el nivel de las importaciones y exportaciones hizo que el comercio mundial disminuyera en dos tercios hacia 1933, afectando a todos los países del mundo de un modo u otro.
Debido a la Gran Depresión, Estados Unidos aprobó el 17 de junio de 1930 la Ley Hawley-Smoot, aumentando los aranceles a los productos importados.  
Esto perjudicó gravemente a los países europeos que comerciaban con Estados Unidos; en Alemania, país industrializado pero muy dependiente del comercio mundial, el desempleo alcanzaba el 33,7% en 1931 y el 40% en 1932.

## Problemas en la ejecución del Plan
Bajo estas circunstancias, el presidente estadounidense Herbert Hoover propuso públicamente una moratoria de un año para los pagos del Plan Young, logrando el apoyo de 15 naciones para tal fin en julio de 1931; no obstante, esta moratoria no ayudó a detener los graves problemas económicos que ya se habían extendido a toda Europa, más aún cuando la misma Alemania afrontaba una severa crisis bancaria. En la Conferencia de Lausana (Suiza) de 1932 se hizo un último esfuerzo, donde representantes de Gran Bretaña, Francia, Italia, Bélgica y Japón llegaron a un acuerdo; para esta fecha era ya evidente que la depresión económica de la década de 1930 hacía imposible conseguir que Alemania continuara los pagos por reparaciones. Los países presentes en Lausana acordaron: 
- No exigir a Alemania pagos inmediatos.
- Reducir el endeudamiento en un 90 % y requerir que Alemania empiece a emitir bonos para el pago de la deuda; semejante medida implicaba casi cancelar la deuda existente, reduciendo las obligaciones pendientes de Alemania de 32 300 millones de dólares a 713 millones.

En la conferencia se determinó informalmente que estas medidas no entrasen en vigor a menos que el gobierno de los Estados Unidos aceptara declarar como canceladas las deudas de guerra que los gobiernos vencedores de la Primera Guerra Mundial todavía mantenían con Washington. Estados Unidos rechazó tal idea alegando que no había conexión entre las deudas de guerra que debían pagarle sus antiguos aliados europeos y las reparaciones que debía pagarle solamente Alemania; por eso en cuanto terminó la moratoria anual, la situación volvió a los términos en que se hallaba según el Plan Young, pero este sistema había fracasado por completo. 
El Plan Young estaba sustentado en préstamos hechos por bancos estadounidenses al gobierno alemán, con los cuales la economía alemana podría generar las rentas necesarias para pagar las reparaciones. En cuanto los bancos estadounidenses reiteraron que no estaban en condiciones de otorgar más créditos a países extranjeros (entre ellos Alemania), el gobierno de Berlín manifestó que no podría pagar las deudas de guerra. Por otro lado, los créditos estadounidenses habían permitido a Alemania cierta recuperación con la cual pudo participar nuevamente en el comercio internacional, por lo cual los lazos comerciales alemanes con sus antiguos enemigos (Francia, y sobre todo con Gran Bretaña) hacía poco realista que estos países lanzaran algún boicot comercial o económico contra Alemania con el fin de cobrar las deudas de guerra.
Cuando el Partido Nazi tomó el poder en 1933 en Alemania, la deuda fue rechazada oficialmente por el régimen de Hitler, quien se negó completamente a continuar los pagos; esto causó que los bonos emitidos por la República de Weimar quedaran repentinamente sin valor, en perjuicio de los bancos e inversionistas estadounidenses que los habían comprado. 
Tras el final de la Segunda Guerra Mundial, los países vencedores acordaron en una conferencia de 1953 que Alemania pagaría la deuda subsistente desde 1919 solo después de la unificación del país. No obstante, en 1980 la República Federal de Alemania pagó el monto de la deuda principal, y en 1995, tras la reunificación, el gobierno germano anunció que empezaría el pago de los intereses.

## Oposición alemana al pago de reparaciones de guerra
No obstante que el Plan Young había reducido realmente las obligaciones pendientes de Alemania, recibió la oposición de muchos grupos políticos alemanes. Movimientos conservadores y de derecha se habían opuesto desde 1919 al pago de reparaciones de guerra y lideraron la oposición al Plan Young. Bajo el liderazgo de Alfred Hugenberg, un gran número de grupos derechistas se unieron en coalición; uno de los principales grupos en unirse a ellos fue el Partido Nazi dirigido por Adolf Hitler, que había sido antes rechazado por el resto de la derecha alemana al ser considerado radical y extremista. 
El objetivo de esta coalición era aprobar una ley llamada Ley de la Libertad o Freiheitsgesetz, según la cual Alemania renunciaba a seguir pagando reparaciones y consideraba un delito para cualquier funcionario alemán colaborar en el pago de estas. También implicaba rechazar la culpabilidad de guerra alemana y la ocupación del territorio alemán que habían sido temas establecidos en el Tratado de Versalles. Conforme a la Constitución de la República de Weimar, si el 10 % de los votantes alemanes firmaban una petición para discutir un proyecto de ley, el Reichstag debía someterlo a voto; si el Reichstag rechazaba el proyecto entonces este se sometía a referéndum nacional; si el 50 % de los votantes apoyaban dicho proyecto, este se convertía en ley.
La Freiheitsgesetz fue oficialmente propuesta el 16 de octubre de 1928, movilizándose los nazis y otros partidos para recoger firmas de adhesión a la propuesta. El gobierno de la República de Weimar rechazó el proyecto y reprimió las manifestaciones públicas que lo apoyaban; no obstante, la coalición de derechas consiguió suficientes firmantes para que el Reichstag la sometiera a votación en ese mismo año. El Reichstag rechazó el proyecto por 318 votos en contra 82 a favor; en la consulta popular del 22 de diciembre, la Freiheitsgesetz fue rechazada y solo obtuvo un 13,8 % de votos a favor.
Si bien el proyecto de la Ley de la Libertad fracasó, la campaña para adoptarla significó una fuerte publicidad para Hitler y el Partido Nazi tras la derrota electoral de 1928 Hitler acusó a Hugenberg de mostrar un pobre liderazgo político, muchos líderes conservadores y derechistas empezaron entonces a ser eclipsados por los nazis en cuanto a atracción pública. 
El repudio oficial a las reparaciones de guerra y la total negativa a pagarlas fueron medidas que Hitler impuso por decreto en Alemania poco después de asumir el poder en 1933.